# Staro Nagoričane
Staro Nagoritsjane (Macedonisch: Старо Нагоричане) is een gemeente in Noord-Macedonië.
Staro Nagoritsjane telt 4840 inwoners (2002). De oppervlakte bedraagt 433,41 km², de bevolkingsdichtheid is 11,2 inwoners per km².